# Acanthocreagris anatolica
Acanthocreagris anatolica es una especie de arácnido del orden Pseudoscorpionida de la familia Neobisiidae.

## Distribución geográfica
Se encuentra en Grecia y Turquía.